# John Pople
Sir John Anthony Pople (Burnham-on-Sea, 31 ottobre 1925 – Sarasota, 15 marzo 2004) è stato un matematico, chimico teorico britannico.
Dopo aver frequentato la Bristol Grammar School, emigrò negli Stati Uniti nei primi anni sessanta, e vi trascorse il resto della propria vita, pur conservando la cittadinanza britannica. Si laureò ed ottenne il dottorato di ricerca presso l'università di Cambridge, lavorando fra gli altri con John Lennard-Jones; nella sua tesi trattava un argomento generalmente non considerato parte della chimica: la struttura del legame chimico dell'acqua. Pople si considerava un matematico, anche se viene ricordato come chimico teorico.
Il suo contributo di maggior rilievo è costituito da studi approssimati (nell'ambito della teoria dell'orbitale molecolare) sugli elettroni pi nel 1953, identici a quelli realizzati da Rudolph Pariser e Robert G. Parr nel medesimo anno, e che vengono oggi ricordati come metodo Pariser-Parr-Pople.
Ha ricevuto, insieme a Walter Kohn, il Premio Nobel per la Chimica nel 1998.